# Datura inoxia
Datura inoxia Mill. è una pianta a fiore appartenente alla famiglia delle Solanacee, nativa dell'America centrale e meridionale, oggi importata in Europa, Africa, Asia.
 Come altre specie del genere Datura è una pianta altamente velenosa a causa dell'elevata concentrazione di potenti alcaloidi, presenti in tutti i distretti della pianta e principalmente nei semi.

## Descrizione

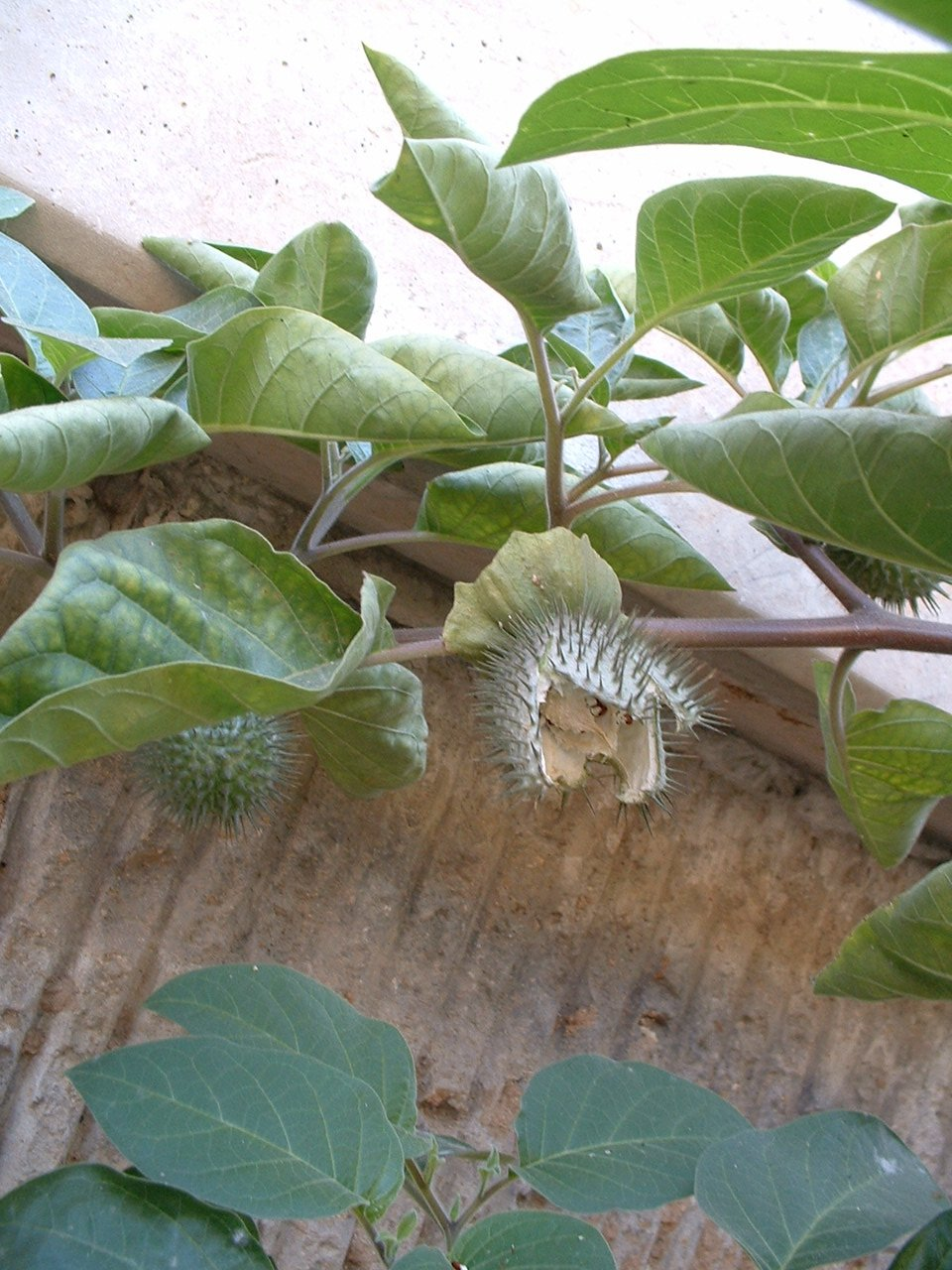
Frutti maturi

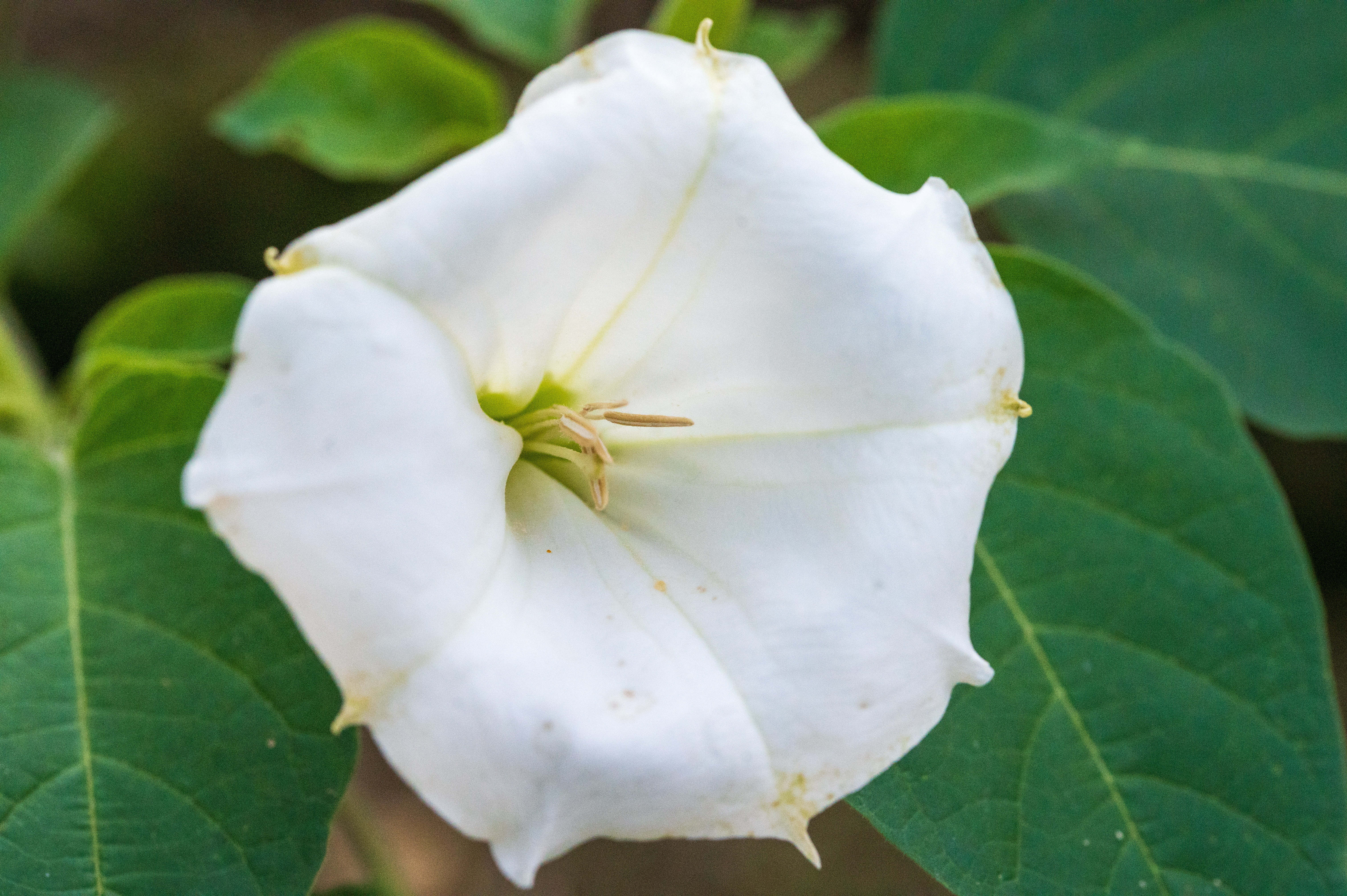
Fiore

È una pianta annuale arbustiva che raggiunge in genere una altezza da 0,6 a 1,5 metri. 

Gli steli e le foglie sono coperte di corti e morbidi peli grigi, che danno all'intera pianta un aspetto grigiastro.

I fiori sono bianchi, a forma di tromba, 12–19 cm di lunghezza con un profumo molto intenso.
Fiorisce da inizio estate fino al tardo autunno.
 
Il frutto è una capsula a forma di uovo spinoso, di circa 5 cm di diametro. Si spacca a maturazione, disperdendo i semi.

## Proprietà
Tutte le piante del genere Datura contengono in percentuali variabili gli alcaloidi scopolamina, atropina e iosciamina. Questi alcaloidi conferiscono alla pianta proprietà narcotiche, sedative ed allucinogene, per questo può essere stata utilizzata sia a scopo terapeutico che nei rituali magico-spirituali dagli sciamani di alcune tribù indiane.